# Ủy ban Tài chính và Kinh tế Đại hội Đại biểu Nhân dân Toàn quốc
Ủy ban Tài chính và Kinh tế Đại hội Đại biểu Nhân dân Toàn quốc (tiếng Trung: 全国人民代表大会财政经济委员会; Hán-Việt: Toàn quốc Nhân dân Đại biểu Đại hội Tài chính Kinh tế Ủy viên hội; bính âm: Quánguó Rénmín Dàibiǎo Dàhuì Cáizhèng Jīngjì Wěiyuánhuì), là một trong mười ủy ban chuyên môn của Đại hội Đại biểu Nhân dân Toàn quốc (Nhân Đại Toàn quốc), cơ quan quyền lực nhà nước cao nhất của Cộng hòa Nhân dân Trung Hoa. Ủy ban chuyên môn này được thành lập trong kỳ họp đầu tiên của Đại hội Đại biểu Nhân dân Toàn quốc khóa VI vào tháng 3 năm 1983 và đã tồn tại trong mọi kỳ Nhân Đại Toàn quốc kể từ đó.

## Chức năng
Theo Luật Tổ chức Nhân Đại, Ủy ban Tài chính và Kinh tế "xem xét dự thảo kế hoạch phát triển kinh tế và xã hội quốc gia, dự thảo đề cương kế hoạch 5 năm, dự thảo ngân sách trung ương và địa phương, dự thảo báo cáo quyết toán trung ương, cũng như báo cáo liên quan và kế hoạch điều chỉnh, và Ủy ban sẽ đưa ra nhận xét và báo cáo đánh giá sơ bộ về kết quả đánh giá sau đó".

## Chủ nhiệm
| Nhân Đại Toàn quốc                            | Chủ nhiệm         |
| --------------------------------------------- | ----------------- |
| Đại hội Đại biểu Nhân dân Toàn quốc khóa VI   | Vương Nhiệm Trọng |
| Đại hội Đại biểu Nhân dân Toàn quốc khóa VII  | Trần Mộ Hoa       |
| Đại hội Đại biểu Nhân dân Toàn quốc khóa VIII | Liễu Tùy Niên     |
| Đại hội Đại biểu Nhân dân Toàn quốc khóa IX   | Trần Quang Nghị   |
| Đại hội Đại biểu Nhân dân Toàn quốc khóa X    | Phó Chí Hoàn      |
| Đại hội Đại biểu Nhân dân Toàn quốc khóa XI   | Thạch Tú Thi      |
| Đại hội Đại biểu Nhân dân Toàn quốc khóa XII  | Lý Thịnh Lâm      |
| Đại hội Đại biểu Nhân dân Toàn quốc khóa XIII | Từ Thiệu Sử       |
| Đại hội Đại biểu Nhân dân Toàn quốc khóa XIV  | Chung Sơn         |